# بمب هدایت‌شونده
بمب هدایت شونده یا بمب هوشمند یا بمب هدایت دقیق بمبی است که پس از پرتاب کنترل شده تا دقیقا به یک هدف خاص برخورد نماید تا از خسارت دیدن نقاط و چیزهای دیگری به غیر از هدف جلوگیری شود.
ابداع بمب‌های هدایت دقیق سبب شد که بمب‌های قدیمی نام بمب غیر هدایت شونده یا بمب کودن به خود بگیرند.

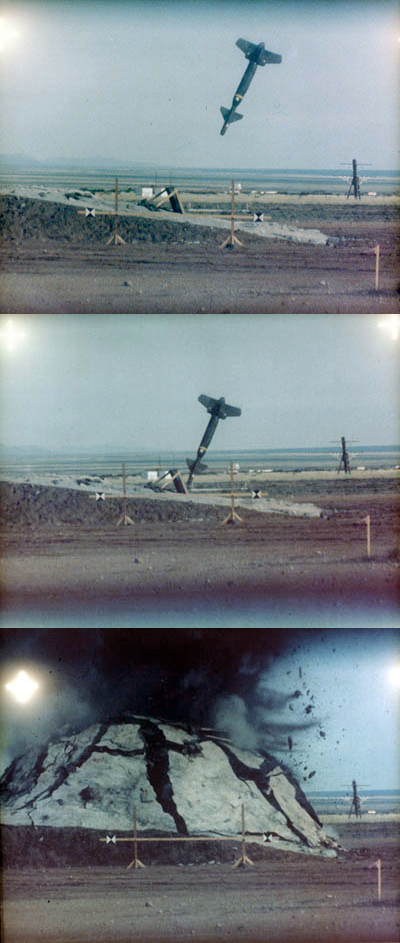
بمب هدایت لیزری جی بی یو-۲۴ در حال برخورد به هدف

## مواد منفجره
بمب هدایت شونده باید مواد منفجرهٔ کمتری را حمل کند تا با مکانیزم هدایت سازگاری بیشتری داشته باشد.

## تاریخچه
آلمانی‌ها برای نخستین بار بمب‌های هدایت دقیق را در جنگ جهانی دوم به کار بردند. نخستین بمب هدایت دقیق فریتس ایکس نام داشت و دارای ۱۴۰۰ کیلوگرم وزن بود. این بمب برای حمله به کشتی ایتالیایی روما در سال ۱۹۴۳ به کار رفت. این حمله موفقیت‌آمیز بود.
بمب‌های هدایت شونده متفقین در جنگ جهانی دوم بمب ایزون با وزن ۴۵۴ کیلوگرم بود که هم در اروپا و هم در اقیانوس آرام به کار رفت.
در دههٔ ۱۹۶۰ بمب الکترو-اپتیکال یا بمب دوربینی معرفی شد. این بمب‌ها مجهز به دوربین‌های تلویزیونی بودند و آن چه که چشمی بمب می دید به هواپیمای کنترل‌کنندهٔ آن منتقل می‌کرد. سپس کاربر این بمب در هواپیما سیگنال‌های کنترل را به گیرنده‌های بمب منتقل می‌نمود. این بمب‌ها به گونهٔ گسترده‌ای به وسیلهٔ نیروی هوایی ایالات متحده آمریکا در چند سال آخر جنگ ویتنام به کار رفت، زیرا فضای سیاسی به گونهٔ فزاینده‌ای نسبت به تلفات غیر نظامیان حساس شده بود و از طرفی به وسیله این بمب‌ها می‌شد هدف‌های مشکل مانند پل‌ها را در یک مأموریت از میان برد. برای نمونه پل تان هوآ بارها با بمب معمولی مورد حمله قرار گرفت ولی این حمله‌ها ناموفق بود. ولی بعدا با یک بار حمله با بمب هدایت دقیق نابود گردید.

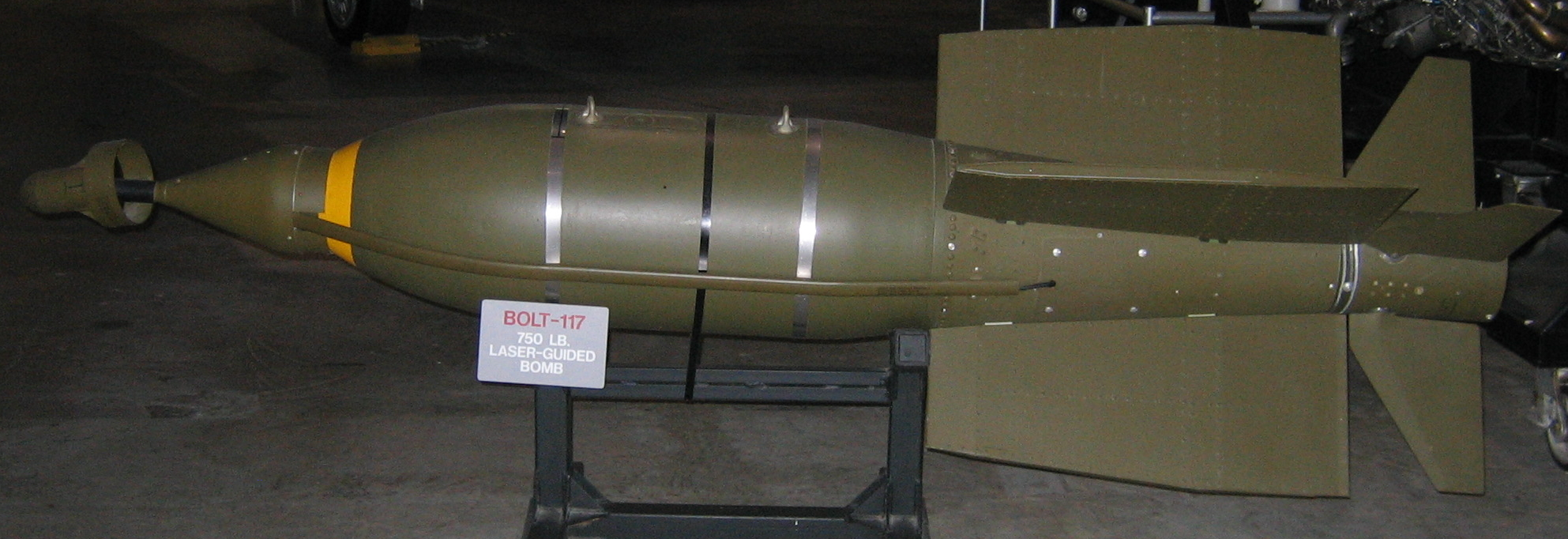
بلت-۱۱۷ نخستین بمب هدایت لیزری جهان

در سال ۱۹۶۲ نیروی هوایی ایالات متحده آمریکا آغاز به پژوهش دربارهٔ سیستم هدایت لیزری نمود و در سال ۱۹۶۷ نیروی هوایی آغاز به کار بر روی نخستین بمب هدایت لیزری نمود که این بمب در سال ۱۹۶۸ به نام بلت-۱۱۷ ساخته شد.